# Стантон (Вирџинија)
Стантон (енгл. Staunton) град је у америчкој савезној држави Вирџинија. По попису становништва из 2010. у њему је живело 23.746 становника.

## Демографија
Према попису становништва из 2010. у граду је живело 23.746 становника, што је 107 (0,4%) становника мање него 2000. године.
| Група             | 2000.          | 2010.          |
| Белци             | 19.728 (82,7%) | 19.584 (82,5%) |
| Афроамериканци    | 3.328 (14,0%)  | 2.885 (12,1%)  |
| Азијати           | 110 (0,5%)     | 185 (0,8%)     |
| Хиспаноамериканци | 265 (1,1%)     | 513 (2,2%)     |
| Укупно            | 23.853         | 23.746         |